# Robert Atkinson Davis

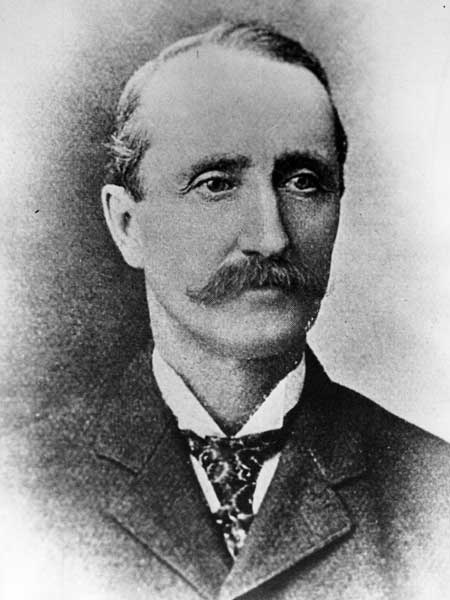
Robert Atkinson Davis

Robert Atkinson Davis (* 9. März 1841 in Dudswell, Niederkanada; † 7. Januar 1903 in Phoenix, Arizona) war ein kanadischer Politiker und Unternehmer. Er war Premierminister der Provinz Manitoba und regierte vom 2. Dezember 1874 bis zum 16. Oktober 1878.

## Biografie
Nach dem Schulabschluss arbeitete Davis, der einen Zwillingsbruder namens Thomas hatte, als Lehrer an seinem Geburtsort. Ein Rechtsstudium an der McGill University brach er nach einigen Monaten ab. Nach Ende des Sezessionskriegs zogen die Brüder in die amerikanischen Rocky Mountains und verdienten ihr Geld mit Transportdienstleistungen für Prospektoren. 1870 ließ sich Robert Davis in Winnipeg nieder. Er kaufte ein Hotel, das sich als sehr profitabel erwies.
Davis expandierte seine geschäftlichen Aktivitäten und war nach dem Tod seiner ersten Ehefrau in die Politik der Provinz Manitoba involviert. 1873 wurde er in den protestantischen Schulrat und in die Wirtschaftskammer von Winnipeg gewählt. Im April 1874 folgte die Wahl in die Legislativversammlung von Manitoba. Premierminister Marc-Amable Girard berief ihn am 8. Juli 1874 als Schatzmeister in die Regierung. Davis strebte danach, die Schuldenlast der Provinz abzubauen und mit der Bundesregierung größere finanzielle Unterstützung auszuhandeln. Aufgrund von Spannungen zwischen englisch- und französischsprachigen Ministern brach Girards Regierung nach nur wenigen Monaten auseinander.
Davis war der einzige Minister, der während der Krise nicht zurücktrat und erhielt am 2. Dezember 1874 den Auftrag, eine neue Regierung zu bilden. Als Premierminister verfolgte er eine Ausgleichspolitik zwischen den Sprachgruppen. Gegen den Widerstand der Verbündeten von John Christian Schultz hielt die Regierung das duale Bildungssystem bei und schränkte die Spekulation von Grundstücken, die den Métis gehörten, ein. Davis konnte erreichen, dass die Canadian Pacific Railway ihre transkontinentale Eisenbahnstrecke durch Winnipeg statt wie ursprünglich geplant durch Selkirk baute.
Am 16. Oktober 1878 trat Davis als Premierminister zurück und zog anschließend nach Illinois zu seiner zweiten Ehefrau, die nie in Manitoba Wohnsitz genommen hatte. Ab 1880 war er in Chicago erfolgreich als Immobilienmakler tätig. Auf einer seiner vielen Reisen starb er 1903 in Phoenix an einer Nierenkrankheit.